# NME 8 und 9
Die von Borsig hergestellten normalspurigen Tenderlokomotiven NME 8 und 9 stammten aus der Leistungsklasse von 200 bis 400 PS des Herstellers. Sie wurden 1912 fabrikneu an die Neukölln-Mittenwalder Eisenbahn (NME) ausgeliefert und erhielten dort die Betriebsnummern 8 und 9. Sie kamen später zur Königs Wusterhausen-Mittenwalde-Töpchiner Kleinbahn (KMT).

## Geschichte

### Neukölln-Mittenwalder Eisenbahn und Königs Wusterhausen-Mittenwalde-Töpchiner Kleinbahn
Die Lokomotive ist ein Beispiel der Versuche, aus der preußischen T 3 eine neuere und modernere Type abzuleiten, dabei aber am Grundmuster der Lok festzuhalten. Die NME 8 wurde 1936 von der KMT übernommen und erhielt die Betriebsnummer KMT 4. 1945 folgte die NME 9 auf Leihbasis. 1946 wurde diese Lokomotive auf Befehl der SMAD an die Gesellschaft übergeben und erhielt die Betriebsnummer KMT 9.

### Deutsche Reichsbahn (1949–1965)
1949 wurden beide Lokomotiven von der Deutschen Reichsbahn übernommen und erhielten die Betriebsnummern 89 6302 sowie 6304. Beide waren zuerst  in Berlin-Schöneweide beheimatet, die 89 6302 ab 1953 bis zu ihrer Ausmusterung 1965 in Neuruppin.  Die 89 6304 war 1957 bis 1962 in Frankfurt (Oder), danach bis zu ihrer Ausmusterung 1965 in Wriezen beheimatet.

## Konstruktion
Über diesen Lokomotivtyp sind wenige technische Daten vorhanden. Von der IBT 1–5 und ZFE 13–15 des gleichen Herstellers unterschieden sich die Lokomotiven durch den hinter dem Führerhaus gelegenen Kohlenkasten und durch die höhere Kessellage.
Der Rahmen der Lok war als Blechrahmen mit Wasserkasten ausgebildet. Um die Mitführung größerer Wasservorräte zu ermöglichen, besaßen sie noch T-förmige seitliche Zusatztanks nach Art der ELNA-Konstruktion. Über diesen Behältern waren die mit Ausgleichshebeln miteinander verbundenen Blattfedern der ersten und zweiten Achse angeordnet. Das Laufwerk mit asymmetrischem Achsstand war von der T 3 übernommen worden. Der zweite Radsatz war der Treibradsatz. Für die Innere Steuerung wurden Flachschieber verwendet. Der Kreuzkopf wurde zweischienig auf der Gleitbahn ausgeführt.
Der Kessel war nach preußischen Normen ausgeführt. Er bestand aus zwei Schüssen, von denen der erste den Dampfdom und der zweite den quadratisch ausgeführten Sandkasten aufnahm. Der Stehkessel lag direkt auf dem Rahmen, er besaß eine kupferne Feuerbüchse. Die Rauchkammer entsprach der der T 3 Musterblatt III-4p, sie war wegen der höheren Kessellage nach unten verlängert.
Das Führerhaus war geräumig und hatte große ovale Stirn- und die bis zur Dachkante reichende Seitenfenster. Die Lokomotiven besaßen eine indirekte Bremse Bauart Knorr und eine Wurfhebelbremse. Abgebremst wurden die gekuppelten Radsätzen von vorn. Über den handbetätigten Sandstreuer wurden der zweite sowie der dritte Radsatz gesandet. Dampfpfeife und Läutewerk entsprachen preußischen Normen. Ursprünglich bestand die Beleuchtung aus einer Petroleumbeleuchtung, bei der Deutschen Reichsbahn erhielten die Lokomotiven eine elektrische Beleuchtung von AEG. Die Puffer wurden von Stangen- auf Hülsenpuffer umgerüstet.